# Rodebos
Het Rodebos is een bos in Nationaal Park Brabantse Wouden gelegen op de oostelijke valleiflank van de Laan ten noorden van de dorpskern van Ottenburg in Vlaams-Brabant. Het Rodebos is een loofbos dat wordt beheerd door het Agentschap voor Natuur en Bos binnen het 120 hectare grote natuurreservaat 'Rodebos en Laanvallei'. Het bestaat uit verschillende biotopen: voorjaarsbossen (met daslook), heide (met het hiërogliefenlieveheersbeestje), broekbossen (met zeggekorfslak en adderwortel) en vele zure en kalkrijke bronnen (van veenmos tot reuzenpaardenstaart). Het bos is Europees beschermd als onderdeel van Natura 2000-gebied 'Valleien van de Dijle, Laan en IJse met aangrenzende bos- en moerasgebieden'.

## Afbeeldingen

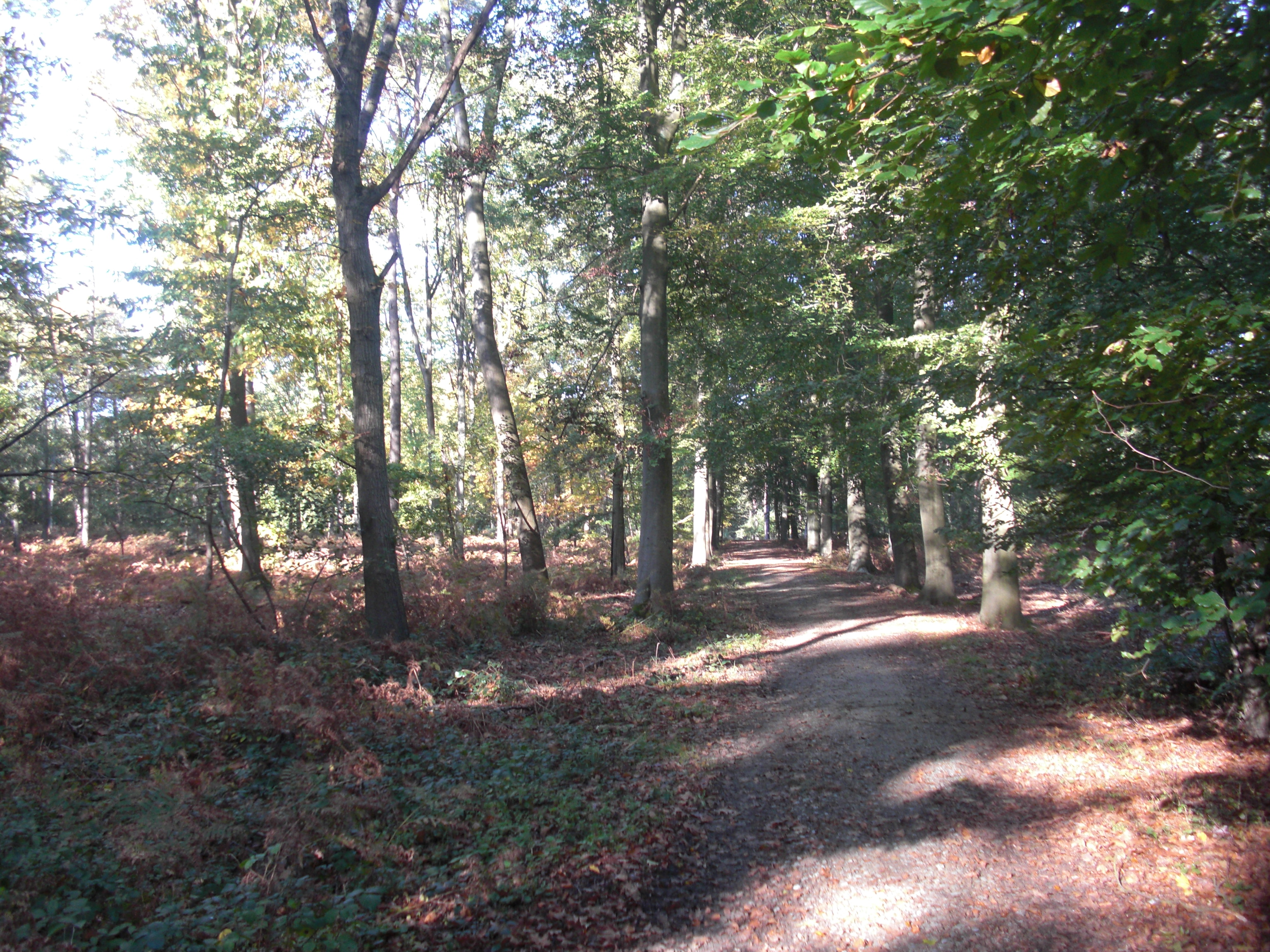
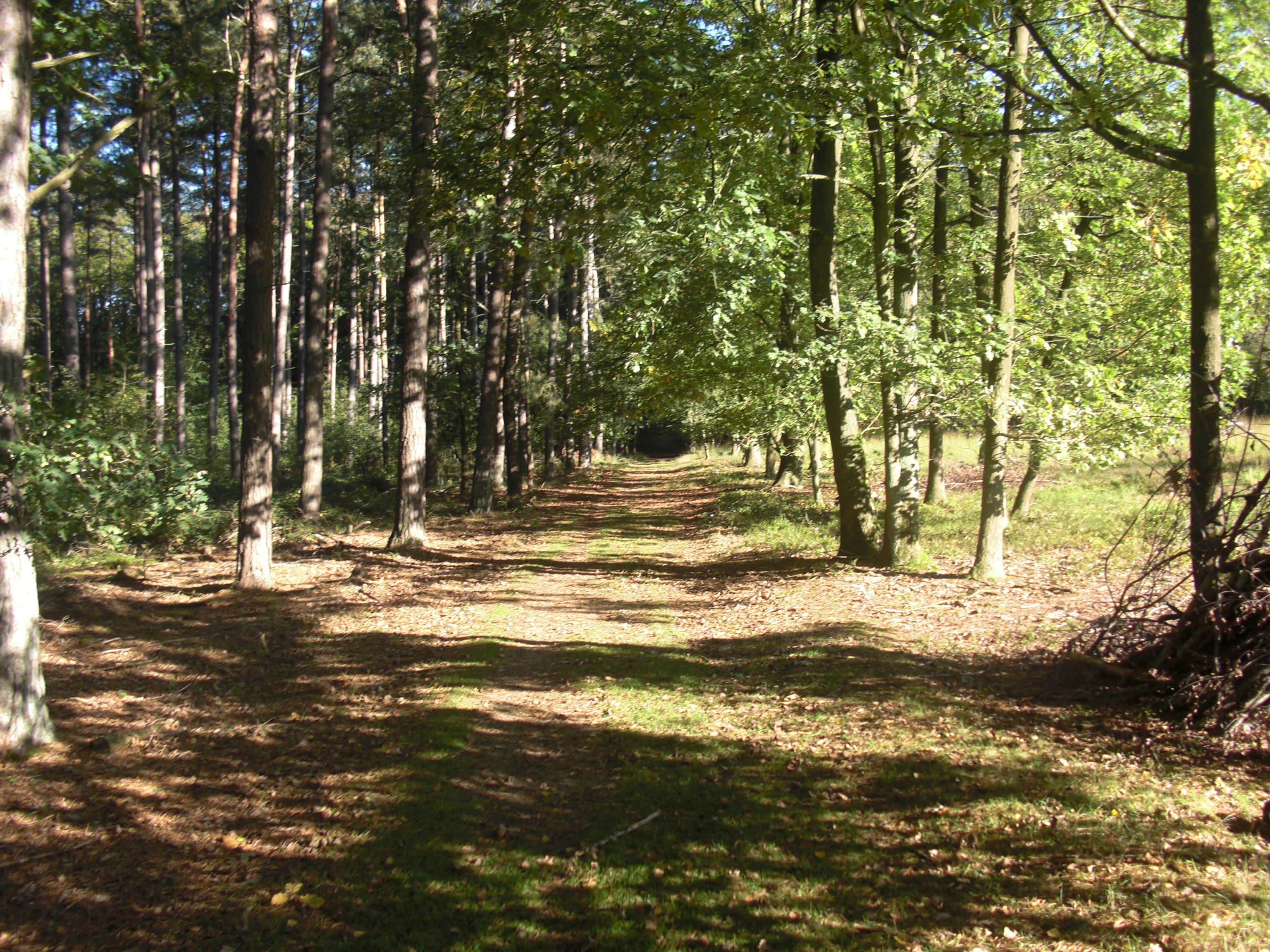
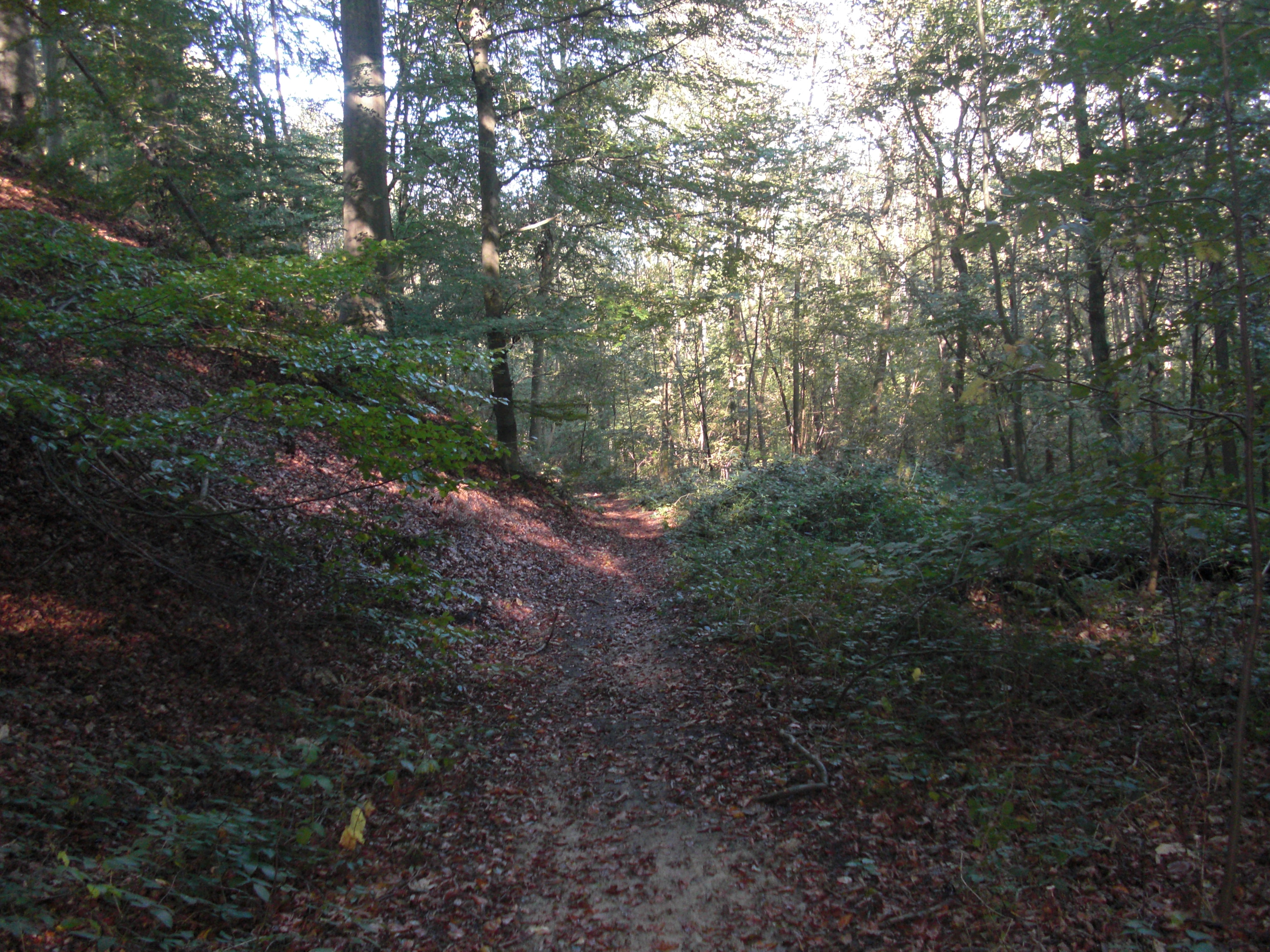

## Bron
- Vrienden van Heverleebos en het Meerdaalwoud
- Natuurstudiegroep Dijleland
- Toerisme Vlaams-Brabant